# Station Poligny (Jura)
Station Poligny is een spoorweghalte in de Franse gemeente Poligny (Jura). Zij ligt op de lijn Mouchard - Bourg-en-Bresse en was het eindpunt van de opgeheven lijn Dole-Ville - Poligny. Zij wordt bediend door treinen van het netwerk TER Bourgogne-Franche-Comté met bestemmingen : Belfort-Ville, Besançon-Viotte, Bourg-en-Bresse, Lons-le-Saunier en Lyon (stations Perrache en Part-Dieu).